# Potamites ecpleopus
Potamites ecpleopus — вид ящірок родини гімнофтальмових (Gymnophthalmidae). Мешкає в Амазонії.

## Поширення і екологія
Potamites ecpleopus мешкають на крайньому південному сході Колумбії, на сході Еквадору і Перу, в бразильському штаті Амазонас та на півночі Болівії, а також в бразильському штаті Пара, між Токантінсом і Тапажосом. Вони живуть у вологих тропічних лісах, поблизу струмків, трапляються в заболочених лісах. Зустрічаються на висоті від 100 до 800 м над рівнем моря. Живляться комахами і дрібними ящірками. Відкладають яйця.